# Медисонвил (Кентаки)
Медисонвил (енгл. Madisonville) град је у америчкој савезној држави Кентаки.

## Демографија
По попису из 2010. године број становника је 19.591, што је 284 (1,5%) становника више него 2000. године.
| Група             | 2000.          | 2010.          |
| Белци             | 16.514 (85,5%) | 16.122 (82,3%) |
| Афроамериканци    | 2.170 (11,2%)  | 2.385 (12,2%)  |
| Азијати           | 99 (0,5%)      | 173 (0,9%)     |
| Хиспаноамериканци | 259 (1,3%)     | 435 (2,2%)     |
| Укупно            | 19.307         | 19.591         |